# Margrethe af Højelse
Margrethe Sunesdatter af Højelse er sandsynligvis den Margrethe, der betænkes i Absalons testamente med 2 bægre. Hun angives ofte at være den hellige Margrethe, der blev slået ihjel på stranden ved Køge omkring år 1170. Den hellige Margrethe tilhørte den danske stormandsslægt Hviderne.  Hun var derfor også slægtning til Absalon og dennes efterfølger som biskop i Roskilde Peder Sunesen.
Hun fik 3 (måske 4) børn med Herluf:
1. Sune Herlufsen
2. Peder Herlufsen
3. Cecilie Herlufsdatter

og måske
1. Stig Herlufsen